# Presa Nuevo Mundo
La presa Nuevo Mundo es un presa de materiales sueltos en el río Moa, situada entre montañas a más de 500 m s. n. m., a unos 12 kilómetros al sur de Moa, en la provincia de Holguín, Cuba
El propósito de esta presa es el suministro de agua corriente y la generación de energía hidroeléctrica. La presa, de 75,5 m de altura fue terminada en 1985 y cuenta con una capacidad nominal de 141.000.000 m³ de agua embalsada. 
Técnicamente, la "Pequeña Central Hidroeléctrica" puede generar una potencia de 2 MW que se encuentran sincronizados con el Sistema Electroenergético Nacional (SEN). La planta se encuentra a 44 m.